# أدريانا مارتين
أدريانا مارتين (بالإسبانية: Adriana Martín) هي لاعبة كرة قدم إسبانية، ولدت في 7 نوفمبر 1986 في La Puebla de Valverde ‏ في إسبانيا. شاركت مع منتخب إسبانيا لكرة القدم للسيدات. أما مع النوادي، فقد لعبت مع أتلتيكو مدريد للسيدات وأتلتيكو مدريد وإسبانيول وتشيلسي ورايو فايكانو وسكاي بلو ونادي برشلونة لكرة القدم للسيدات ونادي برشلونة ونادي ساباديل ونادي ليفانتي ووسترن نيويورك فلاش.

## وصلات خارجية
- أدريانا مارتين على موقع الاتحاد الدولي (مؤرشف)  (الإنجليزية)
- أدريانا مارتين على موقع الاتحاد الأوربي (الإنجليزية)
- أدريانا مارتين على موقع قاعدة بيانات كرة القدم.إي يو (الإنجليزية)
- أدريانا مارتين على موقع Soccerway.com (الإنجليزية)
- أدريانا مارتين على موقع عالم كرة القدم.نت (الإنجليزية)